# Resina fenol-formaldeído
A resina fenol-formaldeído é uma resina sintética termofixa, obtida como produto da reação dos fenóis com o formaldeído. Às vezes, os precursores são outros aldeídos ou outro fenol. As resinas fenólicas são utilizadas principalmente na produção de circuitos impressos. São mais conhecidas entretanto, para a produção de produtos moldados como bolas de bilhar, bancadas de laboratório, revestimentos e adesivos. Um exemplo bem conhecido é a baquelite, o mais antigo material industrial composto de polímeros sintéticos.
A resina fenol-formaldeído é um termofixo reticulado, de aplicação comercial, popular desde meados dos anos 1910, quando a partir dessa resina produziram o conhecido Baquelite. Em termos de produção mundial perde apenas para o poliuretano.
As resinas fenólicas podem apresentar-se na forma líquida ou sólida, de acordo com a proporção de cada reagente, tempo de polimerização, etc. No estado líquido são viscosas, com uma viscosidade variando entre 80 a 4000 cp a 25oC, conforme o grau de condensação, e pH variando entre 7,5 e 8,5 (são básicas, portanto). Sua densidade é de 1,0 a 1,25, e são solúveis em álcool, éteres, cetonas e, alguns tipos, em água.

## Tipos de Resinas fenol-formaldeído
As resinas fenólicas do tipo líquido, conhecidas como resol, têm largo emprego na impregnação de materiais diversos (papéis, tecidos, madeira, etc.), na fabricação de adesivos, vernizes, podendo ser aplicadas a pincel, por imersão, borrifo, entre outros.
No estado sólido, novolaca, geralmente já formuladas com cargas, plastificantes e outros aditivos, apresentam-se com coloração escura, com densidade variando entre 1,3 e 1,6. Apresentam um índice de absorção de 0,3 a 1% e, depois de curadas, tornam-se infusíveis, resistindo até 150 ou 250oC, conforme a carga e os aditivos. Acima destas temperaturas, há carbonização e decomposição.
Antes da polimerização final, que se dá durante a moldagem, possuem um ponto de fusão variando entre 55 a 85oC, o que torna extremamente fácil e econômica sua moldagem. São também solúveis em solventes orgânicos, álcool, éteres e cetonas. Dois são os processos empregados para a produção de resina Fenol-formol (baquelite): O primeiro, conhecido como processo de etapa única, ou americano, é usado para a obtenção das resinas líquidas. Neste processo, o fenol e um excesso de formaldeído, juntamente com um catalisador alcalino (em geral NaOH ou amônia) são colocados em um reator de níquel ou aço inox (liga de aço com níquel) e aquecidos a 70oC por períodos que variam entre 10 minutos e 3 horas. A reação é exotérmica, liberando 89cal/g. Um maior tempo de processamento, aliado a temperaturas mais baixas, possibilita maior controle das propriedades da resina; por isso, em certas fases do processo, resfria-se o reator circulando água fria. Durante a reação, a água se separa, formando um lençol superior, e é extraída a vácuo. A mistura escurece levemente e sofre aumento de viscosidade. Tempo de processamento, controle de pH, temperatura e viscosidade são os fatores principais a serem observados.
Depois de removida 75% da água, a resina torna-se xaroposa; neste ponto, enquanto a resina ainda tem afinidade com a água, adiciona-se um ácido orgânico, como o ácido lático, malêico ou anidridoftálico, usados para clarear e neutralizar a resina. Após a acidificação, a adição de glicerina (cerca de 13% em peso) proporciona resinas translúcidas. A mistura de plastificantes, pigmentos e outros aditivos, é feita no reator. Em seguida, processa-se a desidratação final, sob vácuo, a uma temperatura variando entre 75 e 80oC. Ainda quente, a resina pode ser vazada em moldes de chumbo pré-aquecidos, para a produção de blocos. O tempo de cura é de aproximadamente 3 a 10 dias, a uma temperatura de 85oC.
Na reação do fenol com o formaldeído para a produção de baquelite, emprega-se um catalisador ácido, como o ácido sulfúrico, e um excesso de fenol. Esta mistura é aquecida num reator durante 3 a 6 horas, a uma temperatura que varia entre 140 e 165oC. Durante a reação de condensação, há formação de água, a qual é retirada a vácuo; a resina quente, desidratada e viscosa é vazada em bandejas rasas, onde esfria e endurece. Depois, forma o aglutinante para compostos fenólicos de moldagem.

Resina Fenol Formadeído

Há uma grande variedade de aplicações, tanto para o tipo resol comum, quanto para o tipo novolaca. Os principais são:Impregnação - Na forma líquida, as resinas fenol-formaldeído são usadas na impregnação de tecidos e papéis, na fabricação de adesivos e em rebolos do tipo resinóide (como aglomerante). Vernizes - Os vernizes e lacas constituem outra grande aplicação das resinas líquidas. De baixo peso molecular, são solúveis em óleo e compatíveis com compostos resinosos, desde que sua polimerização não se tenha completado e não estejam ocupadas duas ou mais valências do fenol. 

#### Diferença entre Resol e Novalaca
Resol: termofixa ou de um estágio: É preparada com excesso de formaldeído em relação ao fenol em condições alcalinas, e não necessitam de um agende de cura. 
Novolaca: termoplástica ou de dois estágios: É preparada com excesso de fenol em relação ao formaldeído em meio ácido, e requer um agente de cura. 

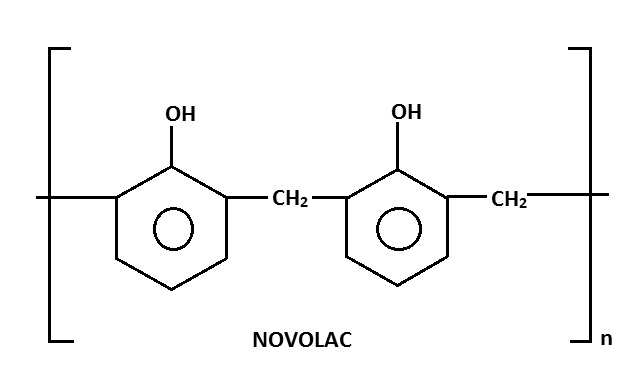
Estrutura Química Novalaca

A seguir encontra-se o esquema da preparação da resina fenol-formol (baquelite), tendo como catalisador o ácido sulfúrico.

## Mecanismo de reação fenol-formaldeído
A reação ocorre pela ativação do fenol com formaldeído onde ocorre a liberação de agua e formação de um grupo metil que pode se posicionar na posição orto, meta ou para do fenol. A reação de formação da resina fenólica acontece através da reação entre o fenol e o formol- formaldeído, pela polimerização por condensação (reação esta que condensa dois compostos para dar lugar a um terceiro). A polimerização por condensação acontece quando a combinação de dois ou mais monômeros entre si é caracterizada pela formação de subprodutos que são eliminados durante o processo, tais como: água, cloreto de hidrogênio, amônia, cianeto de hidrogênio. Assim, através da condensação começa a se formar ligações cruzadas e diminuição da solubilidade. Trata-se do polioxibenzimetilenglicolanidrido, ou seja, é a junção do fenol com o formaldeído (aldeído fórmico), formando um  polímero chamado polifenol.
HOC6H5 + CH2O → HOC6H4CH2OH

Reação de Poli-condensação fenol formaldeído

O processo de poli condensação para a produção de resinas fenólicas é versátil, visto que usando os mesmos materiais se obtém produtos diferentes, bastando utilizar meios de catalise distintos, embora as resinas termorrígidas finais sejam semelhantes. Por meio da poli condensação se pode obter uma variada gama de produtos, um bom exemplo são as resinas fenólicas, apenas alterando o tipo de catalise empregada podemos obter resinas distintas. Bem como variando-se o aldeído ( ou cetona ) e o fenol utilizado, se tem uma infinidade de produtos diferenciados.

## Processamento resina fenol-formaldeído
Sabe-se que a resina fenol-formaldeído forma um termofixo, portanto seu processamento é baseado no tipo de processamento ideal para termofixos. Termofixos são geralmente moldados por compressão à quente ou por transferência. Podem também ser laminados ou fundidos. Geralmente é feito em duas etapas, que são:
- Preparação da composição reativa contendo baixa massa molar.
- Processamento e cura do pré polímero (molde que tenha forma da peça acabada).
O processo de obtenção da baquelite por exemplo, é realizada a moldagem por compressão à quente. O processo de vertical de compressão de termofixos se inicia com a colocação de grânulos em pó, ou partilhas pré prensadas da resina dentro da cavidade do molde, que após fechado pela prensa hidráulica e sob aquecimento e pressão liquidifica-se, através de uma reação química formando o produto final, e efetuada sua extração após o tempo necessário completando o ciclo. As maiores características do Baquelite são sua rigidez, resistência à temperatura e a isolação elétrica. Não é totalmente reciclável.

## Aplicações
Há uma grande variedade de aplicações, tanto para o tipo Resol comum, quanto para o tipo Novalac. Os principais são:
- Impregnação: na forma líquida, as resinas fenol-formaldeído são usadas na impregnação de tecidos e papéis, na fabricação de adesivos e em rebolos do tipo resinódies( com aglomerante). 
- Vernizes: os vernizes e lacas constituem outra grande aplicação das resinas líquidas. As de baixo peso molecular são solúveis em óleo e compatíveis com compostos resinosos, desde que sua polimerização não se tenha completado e não estejam ocupadas duas ou mais valências do fenol.
- Baquelite: utilizada na produção de disco musicais, tomadas, interruptores, cabos de panelas, telefones, bolas de bilhar, câmeras fotográficas, revestimento de móveis ( para esta finalidade a Baquelite é conhecida como fórmica), carapaças de eletrodomésticos, peças de automóveis e na produção de algumas ferramentas. 